# 一路向西
《一路向西》是一齣2012年上映的香港三級片，改编自高登讨论区會員向西村上春树的網絡小說《東莞的森林》，由胡耀辉執導，张建声、王宗尧、郭颖儿主演，沿用《3D肉蒲團之極樂寶鑑》原班人马。向西村上春樹形容原著是另類尋歡報告。電影於2012年9月20日於香港正式上映。

## 演员表
| 演員                                  | 人物           | 備註 |
| 張建聲                                | 向西 (Frankie) | 片中的男主角。從小家境保守，後來因為好友王靜的關係，被帶到了「成人世界」。                                                                                         |
| 王宗堯（成人时代） 薛立贤（学生时代） | 王 靜          | 向西的好友，帶領向西進入了「成人世界」。 25歲以後的他，則帶著向西一同建立「一小時性生活圈」。                                                                      |
| 胡耀輝                                | James          | 向西留英時期的學長加室友。 畢業後回到香港也成了同事，嗜好嫖妓，興趣是罵髒話。                                                                                      |
| 郭穎兒                                | Zeta           | 向西的文青前女友，是個人人稱羨的空姐。 在向西與客戶在餐廳洽談公事時，因老外的中文鬧成的笑話所認識。 假裝對口水過敏，導致與向西的性生活長期不協調，最終以分手收場。 |
| 莫綺雯                                | Zoey           | 向西高中的「女神級」同學。配音為石詠莉 |
| 張暖雅                                | Margaret       | 向西前女友，中英混血兒，向西在英留學時期的唯一女友。 |
| 王李丹妮                              | 小 思          | 向西最後在桑拿中點檯的小姐，巨乳細腰。 |
| 趙碩之                                | Susan          | 向西上司，被他稱為「大奶鬼見愁」。 |
| 李沐晴                                | "小龍女"       | 華盛頓桑拿百花盛開活動中的一名小姐，211號。 向西與王靜同時看上，最後向西基於義氣及友情，將號碼牌讓給了王靜。 小龍女非角色名，而是王靜稱他遇到了他的「小龍女」。    |
| 田啟文                                | 度 文          | 華盛頓桑拿的經理，假裝是與James接洽的「澤經理」做三人的業績。 其名字聯想為「杜汶澤（度文澤）」。                                                                   |
| 吳麗珠                                | 向西母         | |
| 何華超                                | 向西父         | 著名的嫖妓討論區“偽君子”。 |
| 余慕蓮                                | 牌 咖          | 向西母的好友 |
| 許思敏                                | 牌 咖          | 向西母的好友 |
| 蕭定一                                | 路 人          | 在向西將遙控器扔下樓時，正好從大樓旁路過。 |
| 希崎潔西卡                            | 女 優          | 向西從王靜那拿來的A片裡的女優。 劇情為向西之性幻想成真，潔西卡實際演出。                                                                                           |

## 分級制度
依香港電影分級制度本片屬於第Ⅲ級，18歲以上人士收看。

## 制作
本片投资1000万港元，其中3D制作费用占7成。剧本100%是用“公仔画”画出来的，以更直观形象地描述拍摄的环境状况。胡导解释：“因为我是一个新导演，为了事前更好地与演员、制作人员沟通，我特意请了一位香港著名的漫画家(林祥焜)帮我画了70%，剩下的部分由我自己来画。这样做，虽然花费的成本大了，但是就节省了沟通成本，大家做起事来事半功倍。”

## 首影禮
於2012年9月11日 (星期二) 晚上9:30於香港九龍尖沙咀iSQUARE UA戲院全部5座電影院舉行。

## 評價
由F級巨乳女星王李丹妮主演，當中露乳，揸奶情節媲美同期作品。
明報的石琪給予2顆半星（最高5星）。他說：「《一路向西》始終是迎合男嫖客的賣淫戲，比起過去那些港產妓女名作，例如《廟街皇后》、《榴槤飄飄》、《金雞》等拍出社會滄桑和女性感受，實在相差很遠。」
爽報的爽影評給予2個讚(最高5個)：「電影技巧上，極度忠於原著，但太依賴自白及對白，營造不少悶場，萬一荷李活買下《一路向西》翻拍，背景改成美國青年跨境到中美洲召妓，說不定會拍出神級Cult片。」

## 票房
電影《一路向西》至2012年9月25日，票房有855萬港元，電影公司在西環舉行「九西全席」慶功，九樣餸菜名皆有「西」字，如「原隻大蝦西多士」和「西檸煎走地雞」等。至2012年11月11日，票房有1,882萬港元。
| 上一届： 《生化危機之滅絕真相》 | 2012年香港週末票房冠軍 第38周 | 下一届： 《賤熊30》 |